# As Knights Concur
As Knights Concur är ett musikalbum från 2008 med Peter Asplund Quartet.

## Låtlista
1. In a Pensive Place (Peter Asplund) – 6:59
2. Days of Wine and Roses (Henry Mancini) – 7:47
3. Mexican Hayride: I love you (Cole Porter) – 5:25
4. Wonderyear (Peter Asplund) – 7:41
5. My Funny Valentine (Richard Rodgers) – 12:17
6. The Prowlers (Peter Asplund) – 5:30
7. Sunny (Bobby Hebb) – 7:09
8. On Green Dolphin Street (Bronislaw Kaper) – 7:21

## Medverkande
- Peter Asplund – trumpet
- Jacob Karlzon – piano
- Hans Andersson – bas
- Johan Löfcrantz Ramsay – trummor

## Listplaceringar
| Lista (2008) | Topplacering |
| ------------ | ------------ |
| Sverige      | 51           |